# 우켄촌
우켄촌(일본어: 宇検村)은 일본 가고시마현의 아마미오섬에 있는 오시마군의 촌이다.

## 지리
아마미오섬 서남부에 위치하고 야키우치만이 촌역을 크게 비집고 들어와 있다. 이 야키우치만 주위에 취락이 있지만 면적의 90% 이상이 산지이다.

### 인접한 자치체
- 아마미시
- 오시마군 야마토촌·세토우치정

## 역사
- 1908년 4월 1일 - 도서정촌제 시행으로 야키우치촌이 성립하였다.
- 1916년 5월 20일 - 야키우치촌에사 니시카타촌이 분리되었다.
- 1917년 11월 1일 - 야키우치촌이 우켄촌으로 개칭하였다.
- 1946년 1월 28일 - 미국(류큐 열도 미국 민정부)의 통치하에 있었다.
- 1953년 12월 25일 - 아마미오섬이 일본으로 반환되면서 다시 일본에 속하게 되었다.